# Terrefort ariégeois
Ne doit pas être confondu avec Terrefort rouergat.
Le Terrefort ariégeois, parfois présenté au pluriel ou sans majuscule (le terrefort ariégeois, les terreforts ariégeois) constitue une région naturelle située au nord du département français de l'Ariège. 
Région rurale, le Terrefort ariégeois répond à la définition occitane du terrefort, à savoir celle d'un terroir argileux et molassique fertile de piémont. Son paysage dominant est celui de douces collines agricoles (entre 200 et 500 mètres d'altitude), dominées par les strates successives de la chaîne pyrénéenne au sud, s'étageant suivant un axe sud-est nord-ouest. Il est principalement drainé par trois cours d'eau, d'ouest en est l'Arize, la Lèze et l'Ariège.

## Géographie
Le Terrefort ariégeois correspond principalement à une zone située entre la vallée de l'Arize à l'ouest (l'isolant du Volvestre) et celle de l'Ariège à l'est, qui la sépare de la plaine alluviale ariégeoise. À ce titre, le Terrefort recouvre assez globalement l'entité qui portait historiquement le nom de Pédaguès, appellation aujourd'hui devenue obsolète et correspondant approximativement à l'espace intercalé entre les vallées de l'Arize et de l'Ariège, de part et d'autre de la vallée de la Lèze,,. Au nord, le Terrefort ariégeois se prolonge en s'abaissant sur le Terrefort toulousain, tandis qu'au sud il s'appuie sur les plis calcaires du massif du Plantaurel.
Il est formé par l'accumulation des sédiments issus de l'érosion pyrénéenne consécutive aux glaciations de l'ère tertiaire (molasses et poudingues dits de Palassou).
L'usage occasionnel du pluriel dans l'évocation de cette région naturelle se justifie par la présence de caractéristiques géomorphologiques, paysagères et agraires similaires dans des terroirs voisins, qui sont donc parfois regroupés à la zone initiale sous le nom de Terreforts ariégeois. Ces zones correspondent d'une part à l'ensemble collinéen qui borde l'est de la plaine d'Ariège et domine la vallée de l'Hers Vif, et qui correspond à la partie méridionale de la Piège (entre Belpech et Mirepoix), et d'autre part au piémont du massif du Plantaurel situé en rive droite de l'Ariège (entre Varilhes et Laroque-d'Olmes, autour des vallées du Crieu et du Douctouyre).

## Histoire
Puissant chef de guerre au service du royaume, le connétable de France Louis de Sancerre, plus connu sous le nom de Maréchal de Sancerre soumet le comté de Foix à Saverdun et les autres domaines à l'autorité royale : les habitants prêtent fidélité au roi le 30 août 1398. Louis se rend maître des Bordes, du Fossat, de Daumazan, de Saint-Ybars, de la Bastide-de-Besplas… et entreprend la prise du château de Montaut le 24 janvier 1399. Le 10 mai 1399, par le traité de Tarbes, le comte de Foix-Grailly abandonne le parti anglais. Le connétable de Sancerre avait déjà conquis quelques-uns de ses châteaux..

## Économie
Le territoire du Terrefort est principalement dévolu à l'agriculture (élevage et culture des céréales).